# Selecció de futbol d'Islàndia
La selecció de futbol d'Islàndia representa Islàndia en les competicions internacionals de futbol. És controlada per la Knattspyrnusamband Íslands.

## Participacions en la Copa del Món
- 1930 - No participà
- 1934 - No participà
- 1938 - No participà
- 1950 - No participà
- 1954 - No acceptada per la FIFA
- 1958 - No es classificà
- 1962 - No participà
- 1966 - No participà
- 1970 - No participà
- Des de 1974 al 2014 - No es classificà
- 2018 - Primera fase.

### Copa del Món de Futbol de 2018

#### Fase de grups
| Pos | Equip     | PJ | PG | PE | PP | GF | GC | DG | Pts | Classificació        |
| --- | --------- | -- | -- | -- | -- | -- | -- | -- | --- | -------------------- |
| 1   | Croàcia   | 3  | 3  | 0  | 0  | 7  | 1  | +6 | 9   | Avança a segona fase |
| 2   | Argentina | 3  | 1  | 1  | 1  | 3  | 5  | −2 | 4   | Avança a segona fase |
| 3   | Nigèria   | 3  | 1  | 0  | 2  | 3  | 4  | −1 | 3   |                      |
| 4   | Islàndia  | 3  | 0  | 1  | 2  | 2  | 5  | −3 | 1   |                      |

| Argentina  | 1–1     | Islàndia        |
| ---------- | ------- | --------------- |
| Agüero 19' | Informe | Finnbogason 23' |

| Nigèria       | 2–0     | Islàndia |
| ------------- | ------- | -------- |
| Musa 49', 75' | Informe |          |

| Islàndia               | 1–2     | Croàcia                  |
| ---------------------- | ------- | ------------------------ |
| G. Sigurðsson 76' (p.) | Informe | Badelj 53' · Perišić 90' |

## Participacions en el Campionat d'Europa
- 1960 - No participà
- 1964 - No es classificà
- 1968 - No participà
- 1972 - No participà
- 1976 a 2012 - No es classificà
- 2016 - Vuitens de final

## Estadístiques
- Primer partit

| Illes Fèroe | 0 - 1 | Islàndia |
| ----------- | ----- | -------- |
|             |       |          |

 Illes Fèroe
- Major victòria

| Islàndia | 9 - 0 | Illes Fèroe |
| -------- | ----- | ----------- |
|          |       |             |

 Keflavík, Islàndia
- Major derrota

| Dinamarca | 14 - 2 | Islàndia |
| --------- | ------ | -------- |
|           |        |          |

 Copenhaguen, Dinamarca

## Entrenadors

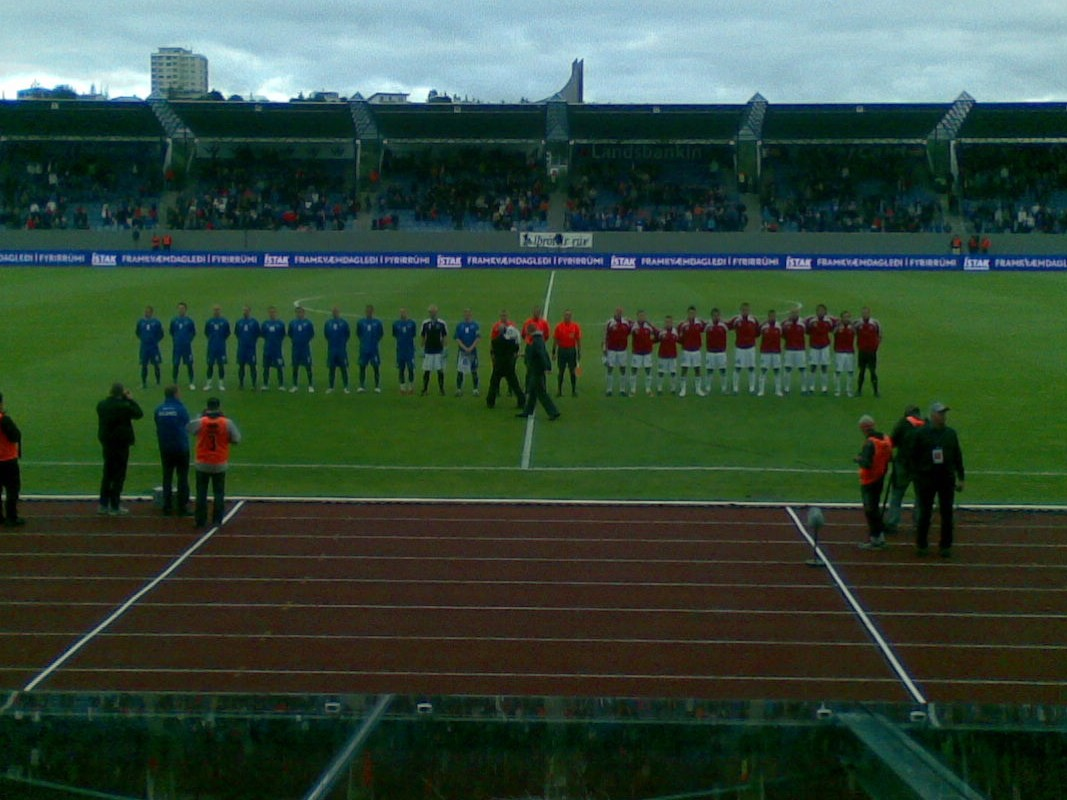
Partit amistós entre Islàndia i Eslovàquia a Reykjavik.

- Frederick Steele & Murdo McDougall (1946)
- Roland Bergström (1947)
- Joe Devene (1948)
- Fritz Buchloh - (1949)
- Óli B. Jónsson (1951)
- Franz Köhler (1953)
- Karl Guðmundsson (1954-6)
- Alexander Wier (1957)
- Óli B. Jónsson (1958)
- Karl Guðmundsson (1959)
- Óli B. Jónasson (1960)
- Karl Guðmundsson (1961)
- Ríkharður Jónsson (1962)
- Karl Guðmundsson (1963-6)
- Reynir Karlsson (1967)
- Walter Pfeiffer (1968)
- Ríkharður Jónsson (1969-71)
- Duncan McDowell (1972)
- Eggert Jóhannesson (1972)
- Henning Enoksen (1973)
- Tony Knapp (1974-7)
- Jurí Ilitchev (1978-9)
- Guðni Kjartansson (1980-1)
- Jóhannes Atlason (1982-3)
- Tony Knapp (1984-5)
- Siegfried Held (1986-9)
- Guðni Kjartansson (1989)
- Bo Johansson (1990-1)
- Ásgeir Elíasson (1991-5)
- Logi Ólafsson (1996-7)
- Guðjón Þórðarson (1997-9)
- Atli Eðvaldsson (2000-3)
- Ásgeir Sigurvinsson & Logi Ólafsson (2003-5)
- Eyjólfur Sverrisson (2006-7)
- Ólafur Jóhannesson (2007-?)

## Jugadors

### Jugadors amb més partits
El de juny de 2009. * jugador encara en actiu.
| # | Nom                       | Anys      | Partits | Gols |
| - | ------------------------- | --------- | ------- | ---- |
| 1 | Rúnar Kristinsson         | 1987-2004 | 104     | 3    |
| 2 | Hermann Hreiðarsson*      | 1996-     | 85      | 5    |
| 3 | Guðni Bergsson            | 1984-2003 | 80      | 1    |
| 4 | Birkir Kristinsson        | 1988-2004 | 74      | 0    |
| 5 | Arnór Guðjohnsen          | 1979-1997 | 73      | 14   |
| 6 | Ólafur Þórðarson          | 1984-1996 | 72      | 5    |
| 7 | Arnar Grétarsson*         | 1991-2004 | 71      | 2    |
| 8 | Atli Eðvaldsson           | 1976-1991 | 70      | 9    |
| 9 | Sævar Jónsson             | 1980-1992 | 69      | 1    |
| = | Brynjar Björn Gunnarsson* | 1997-     | 69      | 4    |

### Jugadors amb més gols
El 5 de setembre de 2009. * jugador encara en actiu.
| # | Nom                   | Anys      | Gols | Partits |
| - | --------------------- | --------- | ---- | ------- |
| 1 | Eiður Guðjohnsen*     | 1996-     | 24   | 59      |
| 2 | Ríkharður Jónsson     | 1947-65   | 17   | 33      |
| 3 | Ríkharður Daðason     | 1991-2003 | 14   | 44      |
| = | Arnór Guðjohnsen      | 1979-97   | 14   | 73      |
| 5 | Þórður Guðjónsson*    | 1993-2004 | 13   | 58      |
| 6 | Tryggvi Guðmundsson*  | 1997-     | 12   | 42      |
| 7 | Pétur Pétursson       | 1978-90   | 11   | 41      |
| = | Matthías Hallgrímsson | 1968-77   | 11   | 45      |
| 9 | Helgi Sigurðsson*     | 1993-     | 10   | 63      |
| = | Eyjólfur Sverrisson   | 1990-2001 | 10   | 66      |

## Equip islandès
Els 23 jugadors convocats per l'Eurocopa de futbol 2016 de França són:
| Dorsal | Posició | Jugador                   | Data de naixement/edat | Partits | Gols | Club              |
| ------ | ------- | ------------------------- | ---------------------- | ------- | ---- | ----------------- |
| 1      | POR     | Hannes Þór Halldórsson    | 28 d'abril de 1984     | 32      | 0    | Bodø/Glimt        |
| 12     | POR     | Ögmundur Kristinsson      | 19 de juny de 1989     | 10      | 0    | Hammarby IF       |
| 13     | POR     | Ingvar Jónsson            | 18 d'octubre de 1989   | 4       | 0    | Sandefjord        |
| 2      | DEF     | Birkir Már Sævarsson      | 11 de novembre de 1984 | 56      | 0    | Hammarby IF       |
| 6      | DEF     | Ragnar Sigurðsson         | 19 de juny de 1986     | 54      | 1    | Krasnodar         |
| 14     | DEF     | Kári Árnason              | 13 d'octubre de 1982   | 47      | 2    | Malmö FF          |
| 23     | DEF     | Ari Freyr Skúlason        | 14 de maig de 1987     | 37      | 0    | OB                |
| 3      | DEF     | Haukur Heiðar Hauksson    | 1 de setembre de 1991  | 6       | 0    | AIK               |
| 5      | DEF     | Sverrir Ingi Ingason      | 5 d'agost de 1993      | 4       | 1    | Lokeren           |
| 19     | DEF     | Hörður Björgvin Magnússon | 11 de febrer de 1993   | 3       | 0    | Cesena            |
| 4      | DEF     | Hjörtur Hermannsson       | 8 de febrer de 1995    | 2       | 0    | IFK Göteborg      |
| 17     | MIG     | Aron Gunnarsson           | 22 d'abril de 1989     | 57      | 2    | Cardiff City      |
| 20     | MIG     | Emil Hallfreðsson         | 29 de juny de 1984     | 52      | 1    | Udinese           |
| 8      | MIG     | Birkir Bjarnason          | 27 de maig de 1988     | 45      | 6    | Basel             |
| 7      | MIG     | Jóhann Berg Guðmundsson   | 27 d'octubre de 1990   | 45      | 5    | Charlton Athletic |
| 10     | MIG     | Gylfi Þór Sigurðsson      | 8 de setembre de 1989  | 37      | 12   | Swansea City      |
| 18     | MIG     | Theódór Elmar Bjarnason   | 4 de març de 1987      | 26      | 0    | AGF               |
| 16     | MIG     | Rúnar Már Sigurjónsson    | 18 de juny de 1990     | 9       | 1    | GIF Sundsvall     |
| 21     | MIG     | Arnór Ingvi Traustason    | 30 d'abril de 1993     | 6       | 3    | IFK Norrköping    |
| 22     | DAV     | Eiður Guðjohnsen          | 15 de setembre de 1978 | 84      | 25   | Molde FK          |
| 9      | DAV     | Kolbeinn Sigþórsson       | 14 de març de 1990     | 37      | 19   | Nantes            |
| 11     | DAV     | Alfreð Finnbogason        | 1 de febrer de 1989    | 32      | 7    | Augsburg          |
| 15     | DAV     | Jón Daði Böðvarsson       | 25 de maig de 1992     | 20      | 1    | Kaiserslautern    |